# Repke (Dedelstorf)
Repke ist ein Ortsteil der Gemeinde Dedelstorf im Landkreis Gifhorn in Niedersachsen.

## Geographie und Verkehrsanbindung
Repke liegt im Südosten der Lüneburger Heide und im Norden des Landkreises Gifhorn. Rund einen Kilometer nordöstlich der Ortslage Repke befindet sich das Naturschutzgebiet Schnuckenheide bei Repke, rund einen Kilometer westlich der Ortslage Repke entspringt der Fluss Schwarzwasser.
Durch Repke verläuft die Bundesstraße 244, wobei sich das Dorf größtenteils südlich der Bundesstraße befindet. Die Kreisstraße 8 führt von Repke im Norden nach Allersehl und im Süden nach Langwedel. Linienbusse fahren von Repke bis nach Hankensbüttel, an Schultagen auch nach Groß Oesingen. Die Buslinie nach Steinhorst besteht nicht mehr.
Die 1904 in Betrieb genommene Bahnstrecke Celle–Wittingen führt durch Repke, wobei der regelmäßige Personenverkehr jedoch bereits 1974 eingestellt wurde. Seitdem wird die Strecke nur noch für den Güterverkehr sowie als Museumsbahn genutzt. Der Bahnhof und die angrenzende Bahnhofsgaststätte wurden geschlossen. Nördlich der Ortslage Repke befand sich von 1954 bis 2015 das Segelfluggelände Schnuckenheide-Repke.

## Geschichte
In der Franzosenzeit gehörte Repke zum Departement der Aller des Königreichs Westphalen. 1885 wurde der Kreis Isenhagen gegründet, dem Repke angehörte. Zuvor gehörte Repke zum Amt Isenhagen.
1904 wurde Repke an das Eisenbahnnetz angeschlossen, 1927 der Schützenverein und 1929 die Freiwillige Feuerwehr gegründet. 1932 wurde der Kreis Isenhagen aufgelöst, seitdem gehört Repke zum Landkreis Gifhorn. 1954 wurde bei Repke ein Segelfluggelände eröffnet.
Seit dem 1. März 1974 gehört Repke zur Gemeinde Dedelstorf, die Gemeinde Repke wurde in diesem Zusammenhang aufgelöst.

### Einwohnerentwicklung
| Jahr      | 1910 | 1925 | 1933 | 1939 | 2008 | 2017 | 2020 | 2021 |
| --------- | ---- | ---- | ---- | ---- | ---- | ---- | ---- | ---- |
| Einwohner | 75   | 76   | 82   | 75   | 161  | 157  | 158  | 169  |

## Infrastruktur
Repke verfügt über einen Spielplatz und eine Freiwillige Feuerwehr. Ferner über eine privat geführte Rettungswache, die sich ursprünglich in Hankensbüttel befand und 2021 einen Neubau in Repke bezog.
Die Gaststätte „Dierks“ ist ein seit Jahrzehnten bestehender Familienbetrieb, zu dem heute ein Restaurant und ein Gästehaus gehören. Die anderen beiden Gaststätten Repkes, die „Bahnhofsgaststätte“ am Bahnhof und die Gaststätte „Heiderast“ nördlich der B 244 in Fahrtrichtung Dedelstorf, wurden um 1980 geschlossen. Die Poststelle II, die dem Postamt Wittingen zugeordnet war, wurde ebenfalls geschlossen. Sie trug nach der Eingemeindung von Repke nach Dedelstorf die Bezeichnung „Dedelstorf 1“. Heute ist in Oerrel nur noch ein Postbriefkasten vorhanden. Auch die Tankstelle wurde geschlossen. Einkaufsmöglichkeiten des täglichen Bedarfs sind in Repke nicht vorhanden.
Die Schule Repke befand sich außerhalb der Ortslage zwischen Repke und Dedelstorf, südlich an der B 244 (Celler Straße 9), da die Schule auch von den Kindern aus dem Dorf Dedelstorf sowie dem Lager Dedelstorf besucht wurde.
Der Friedhof von Repke befindet sich außerhalb der Ortslage am Weg nach Oerrel, dort befindet sich auch ein Kriegerdenkmal für die Opfer des Ersten Weltkriegs mit den Namen der vier Gefallenen aus der Gemeinde Repke. Ein weiteres Kriegerdenkmal zur Erinnerung der Opfer beider Weltkriege hat seinen Platz am Dorfteich nahe der B 244.
Ein Gedenkstein erinnert am Dorfteich von Repke an die Panzerpionierkompanie 330, die von 1971 bis 1993 im Nachbarort Dedelstorf stationiert war.
Evangelisch-lutherische Einwohner gehören zur Kirchengemeinde Hankensbüttel mit der St.-Pankratius-Kirche in Hankensbüttel, Katholiken zur Pfarrei Maria Königin in Wittingen mit der Filialkirche Mariä Himmelfahrt in Wesendorf.
Der Schützenverein Repke-Dedelstorf wurde 1927 als „Jäger und Schützenvereinigung Repke und Umgebung“ gegründet, als Vereinslokal diente die zunächst die Bahnhofsgaststätte. Nachdem der Vereinsbetrieb während des Zweiten Weltkriegs und in den ersten Jahren danach ruhte erfolgte 1952 eine Neugründung als „Schützenverein Repke-Dedelstorf“. Seit den 1980er Jahren verfügt der Verein über ein Schützenhaus in Dedelstorf.

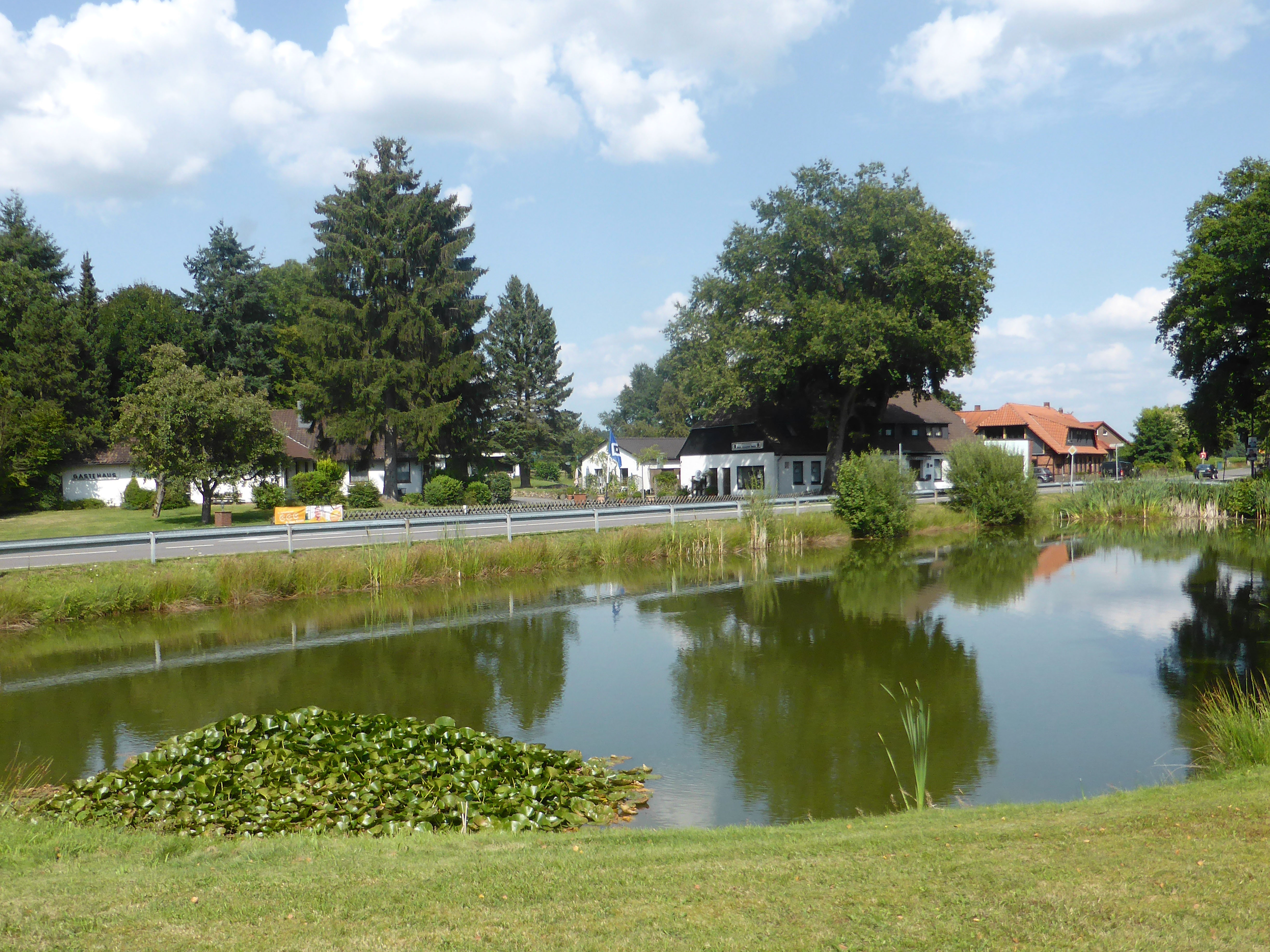
Dorfteich, im Hintergrund Gästehaus und Gaststätte Dierks
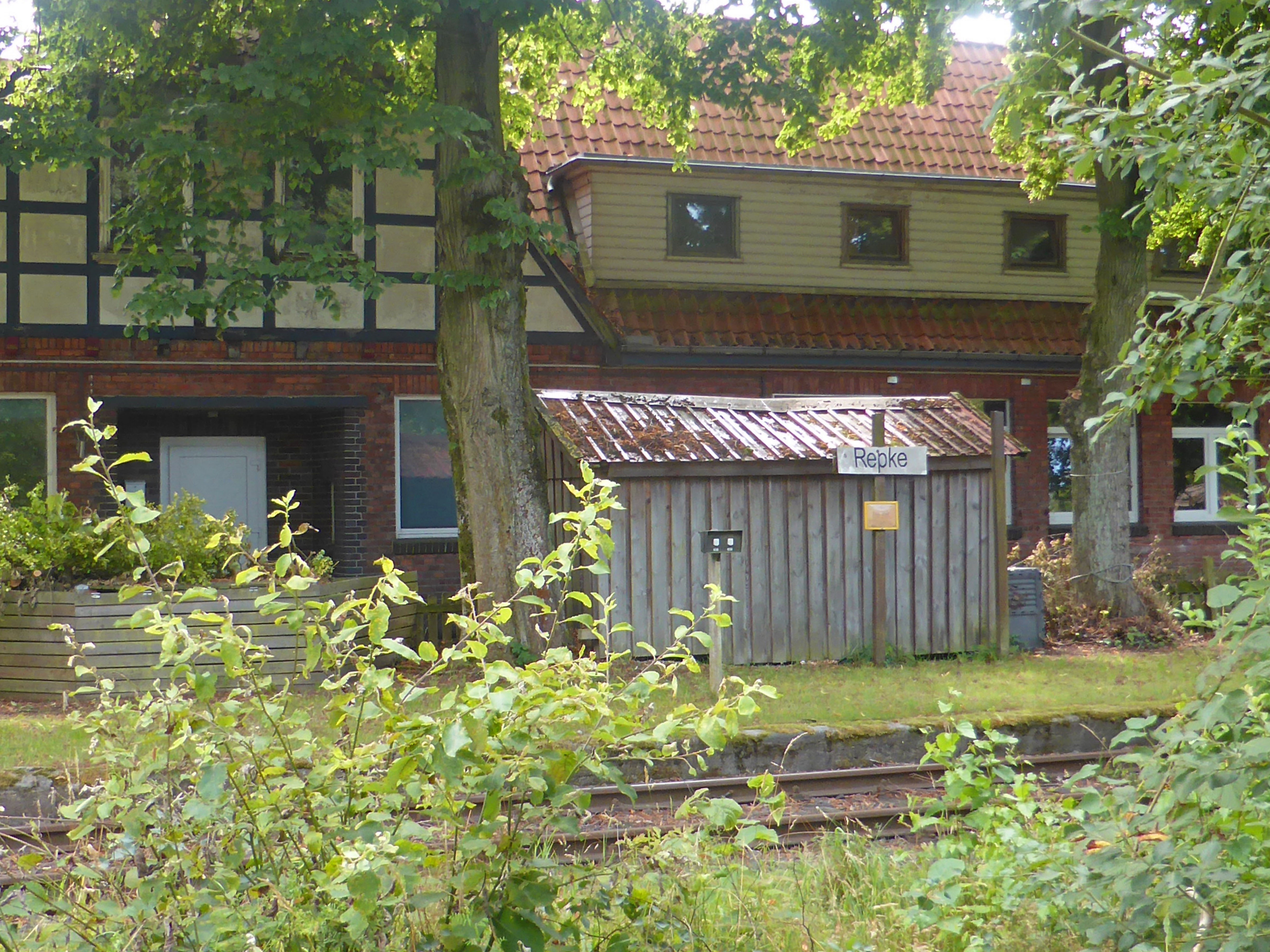
Ehemaliger Bahnhof und Teilansicht der Bahnhofsgaststätte
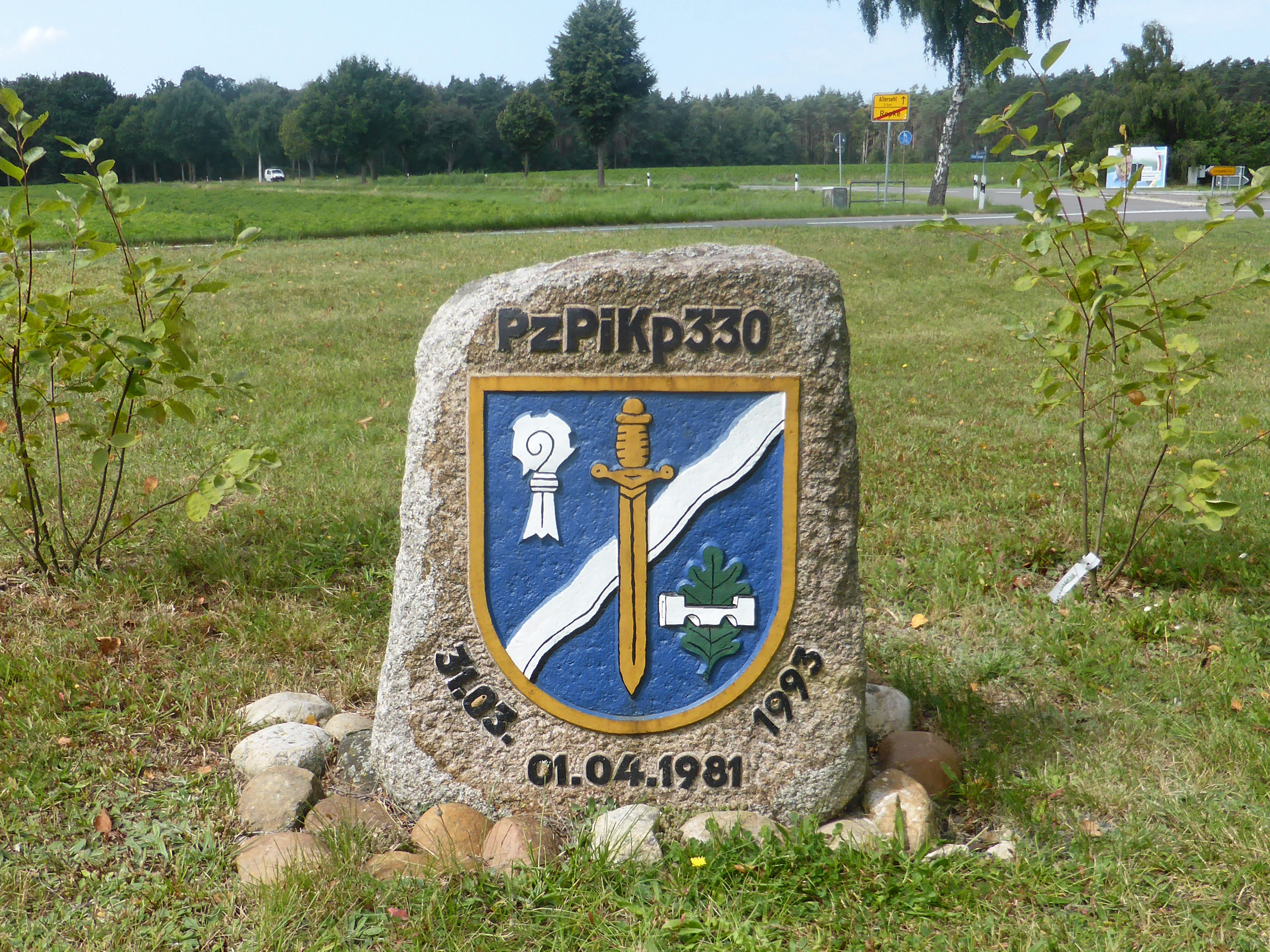
Gedenkstein an die Panzerpionierkompanie 330